# Cratere Nernst
Nernst è un grande cratere lunare di 121,52 km situato nella parte nord-orientale della faccia nascosta della Luna.